# Kiril Meretskov
Kiril Afanàssievitx Meretskov (rus: Кири́лл Афана́сьевич Мерецко́в; 7 de juny de 1897 – 30 de desembre de 1968) va ser un comandant militar soviètic. Havent-se unit al Partit Comunista el 1917, serví a l'Exèrcit Roig des de 1920. Durant la Guerra d'Hivern va ser responsable de penetrar la Línia Mannerheim com a comandant del 7è Exèrcit. Poc després va rebre el títol d'Heroi de la Unió Soviètica.
Meretskov va ser detingut a l'inici de la Gran Guerra Patriòtica, però va ser posat en llibertat dos mesos després. Tornà a comandar el Setè Exèrcit i després el Front de Vólkhov durant el Setge de Leningrad. Comandà el Front de Carèlia des de febrer de 1944, notablement durant l'Ofensiva Petsamo-Kirkenes. L'abril del 1945 va ser destinat a l'Extrem Orient, on comandà un front durant la invasió soviètica de Manxúria. Durant la guerra va ser promogut al rang de Mariscal de la Unió Soviètica.

## Biografia
Kiril Meretskov va néixer a l'óblast de Riazan (avui a l'oblast de Moscou), al sud-est de Moscou. Els seus pares eren camperols que vivien en un poble rural. Kiril va treballar a una fàbrica des del 1909, primer a Moscou i després prop de Vladímir. S'uní als bolxevics (després el Partit Comunista de la Unió Soviètica a l'agost de 1917, arribant a cap d'estat major de la milícia Guàrdia Roja, que ajudà a organitzar a la ciutat. Durant la Guerra Civil Russa va ser cap d'estat major d'un regiment i després d'una divisió. El 1921 es graduà a l'Acadèmia Militar.
Des de 1922 ocupà diversos comandaments com a cap d'estat major, primer a una divisió de cavalleria i després en diversos exèrcits i districtes militars.

### Guerra Civil espanyola
Des de setembre de 1936, Meretskov va ser enviat com assessor militar dels Republicans a la Guerra Civil espanyola sota el pseudònim de general Pàvlovitx. La situació en aquells moments era la d'un cercle gairebé complet de la ciutat de Madrid per part de les tropes franquistes. Meretskov intervingué davant de Largo Caballero, Primer Ministre i Ministre de la Guerra, així com amb Asensio, el seu segon, i el Cap de l'Estat Major Toribio Martínez Cabrera, en la que es posà en marxa l'organització del nou exèrcit republicà, car la meitat de l'exèrcit espanyol s'havia rebel·lat i l'altra meitat estava totalment desorganitzat.
Meretskov participà activament mitjançant els consellers militars soviètics en l'organització de la 10a de les Brigades Internacionals a Albacete, que amb una escassa preparació van ser enviades directament al front, així com de 3 brigades internacionals. També va intervenir davant l'anarquista català Buenaventura Durruti, convencent-lo perquè traslladés els seus homes per defensar la República a la batalla de Madrid. A la defensa de Madrid Merestkov col·laborà amb els generals Rojo i Miaja. A la batalla del Jarama, Meretskov va estar a punt de resultar ferit al visitar la brigada d'Enrique Líster.
A la batalla de Guadalajara va tenir un paper destacat en els primers estadis de l'ofensiva italiana, recomanant la reorganització de les tropes i el canvi de comandaments, que resultà efectiu en aconseguir l'aturada de l'ofensiva i una greu derrota a les tropes italianes, que no es recuperarien durant la resta de la guerra. Després de la batalla de Guadalajara, Meretskov rebé l'ordre de tornar a Moscou, sent nomenat comandant del Districte Militar de Leningrad el 1939.

### Guerra d'Hivern
El novembre de 1939, amb l'inici de la Guerra d'Hivern, Kiril Meretskov, comandant del Districte Militar de Leningrad, dirigí inicialment les operacions contra els finesos. Però les grans subestimacions de les defenses fineses, la mida de les seves forces i la corresponent sobreestimació de la capacitat de l'Exèrcit Roig comportaren seriosos problemes. En un inici només s'enviaren cinc divisions de fusellers per assaltar la Línia Mannerheim, i l'arribada de reforços no aconseguí cap efecte. Meretskov fracassà i el comandament passà a la Stavka (el Comandament d'Estat Major General Suprem), directament sota Kliment Voroixílov (president), Nikolai Kuznetsov, Ióssif Stalin i Borís Xàpoixnikov.
Meretskov va ser nomenat comandant del 7è Exèrcit. El gener de 1940 es reformà el Districte Militar de Leningrad, redenominant-lo "Front Nord-oest". Semion Timoixenko va ser nomenat Comandant de l'Exèrcit per trencar la Línia Mannerheim. Per a la resta de l'ofensiva, la Stavka reforçà significativament el 7è Exèrcit, desplegà el 13è Exèrcit en el seu flanc i destinà artilleria pesant a ambdós exèrcits de manera substancial, incloent obusos B-4 i morters Br-5.
La següent ofensiva soviètica començà al febrer de 1940. El suport d'artilleria pesant va permetre que els soviètics poguessin trencar la Línia Mannerheim. El Setè Exèrcit de Meretskov es dirigí a capturar Viiborg. Menys de dues setmanes després de la signatura del Tractat de Pau de Moscou, el 21 de març de 1940, Meretskov va rebre el títol d'Heroi de la Unió Soviètica. A més, Meretskov va ser promogut al rang de General d'Exèrcit i nomenat Adjunt al Comissari de Defensa. Des d'agost de 1940 a gener de 1941 va exercir com a Cap de l'Estat Major General.

### Segona Guerra Mundial
El 22 de juny de 1941, en començar l'operació Barbarroja, Meretskov va ser nomenat conseller permanent a la Stavka. Malgrat això, el 23 de juny va ser detingut per l'NKVD com a membre d'una suposada conspiració militar antisoviètica. Després dels interrogatoris, Meretskov es va considerar culpable. Al setembre va ser alliberat i Stalin el nomenà comandant del 7è Exèrcit Separat, però va ser un dels pocs acusats de conspiració que es van salvar. La seva confessió s'usà contra d'altres comandants detinguts entre maig i juny de 1941, que van ser afusellats seguint les ordres de Lavrenti Béria prop de Kuibixev el 28 d'octubre de 1941, o sentenciats pel Consell Especial de l'NKVD i executats el 23 de febrer de 1942.

#### Victòria a Tikhvin
Meretskov va ser nomenat Comandant del 4t Exèrcit que lluità en defensa de Leningrad contra el Grup d'Exèrcits Nord del mariscal von Leeb. Després d'aturar l'ofensiva alemanya de Tikvin, les seves forces, conjuntament amb les dels exèrcits 52è i 54è, contraatacaren i van fer retrocedir als alemanys a les seves posicions inicials, reconquerin Tikhvin el 10 de desembre de 1941. Aquesta victòria va ser el primer èxit soviètic a gran escala durant la guerra. La batalla també ajudà al desenvolupament de la batalla de Moscou, car un nombre significatiu de tropes alemanyes van patir molt lluitant als pantans i als boscos entre Tikhvin i Tosno, i no van poder assistir a la contraofensiva soviètica. Notablement, la batalla deixà molt malmeses dues divisions panzer i dues motoritzades, i causà moltes baixes al grup d'exèrcits en general.
Durant la contraofensiva de la batalla, la Stavka ordenà a Meretskov que organitzés un nou Front de Volkhoz, que comandaria fins al febrer de 1944 (amb l'excepció de maig i juny de 1942).

#### Derrota a Liuban
El gener de 1942, Meretskov començà una nova ofensiva prop de Liuban, amb l'objectiu d'alleugerir el setge de Leningrad i d'encerclar un gran nombre de tropes alemanyes. Es planejà l'operació en un atac a través del riu Voljov pels Fronts de Leningrad i Volkhov, per part dels exèrcits 2n, 4t, 52è i 59è, en direcció a Liubansk, per després avançar cap al nord per enllaçar amb el Front de Leningrad i envoltar les tropes alemanyes. el 18º Ejército alemán. La preparació de l'ofensiva s'intentà portar en secret, executant el que la doctrina militar soviètica denominava "Maskirovka", emmascarament. Com més endavant es comprovà, aquesta tàctica va ser un fracàs, car els alemanys havien detectat els moviments i les concentracions de tropes des de l'inici. A més de la pobre organització, la mancança de transports i de disposar d'unes tropes poc entrenades, el clima va ser realment molt dur. L'avanç va ser molt lent, car les forces alemanyes estaven ben atrinxerades, reforçades i no tenien unes línies gaire sobreexteses. Al març, dos exèrcits soviètics estaven intentant tancar l'encerclament estaven a menys de 25 km, però no van poder avançar més: el 52è Exèrcit aconseguí trencar el seu front, i el 2n Exèrcit de Xoc, a les ordres de Sokolov, traspassà les línies alemanyes 70 km, situant a la seva rereguarda al sud de Liubian. El 15 de març les tropes alemanyes iniciaren una contraofensiva i tallaren el 2n Exèrcit de Xoc. Amb el 2n Exèrcit encerclat a l'oest del riu Voljov, a les ordres del general Andrei Vlasov, els soviètics intentaren trencar el setge pels flancs amb el 59è Exèrcit de l'Exèrcit de Korovnikov i el 59è de Iakovlev. Les tropes soviètiques aconseguiren restaurar les comunicacions el 30 de març després d'una dura lluita. Tot i això, quan Meretskov informà d'aquest fet a la Stavka va ometre comentar que l'enllaç del 2n Exèrcit amb la resta de tropes soviètiques era només un passadís de 2 km d'ample, sotmès a constant bombardeig d'artilleria i als atacs aeris alemanys, i que, a més, la capacitat de transport era molt pobre. Per tant, la Stavka no va retirar el 2n Exèrcit de Xoc quan això encara era possible. Durant finals d'abril i tot el mes de maig de 1942, el Front de Volkhov va quedar temporalment subordinat al Front de Leningrad del tinent general M.S. Khosin, i Meretskov va ser nomenat adjunt de l'alt comandant del Front Occidental.
Al maig de 1942, el 2n Exèrcit de Xoc patia mancança de subministraments i una baixa moral. El 30 de maig, les tropes alemanyes iniciaren una segona ofensiva, aïllant-los de nou (operació Raubtier). Després que part de les tropes encerclades trenquessin el setge el 5 de juny, la resta de l'exèrcit va ser sistemàticament destruït, amb 33.000 homes fets presoners, un nombre semblant van ser morts i uns 10.000 van aconseguir escapar.
Immediatament després de la batalla, Meretskov va culpar de la destrucció del 2n Exèrcit de Xoc al seu comandant, Andrei Vlàssov, a qui ell mateix havia promogut ell mateix. Els detractors de Meretskov senyalen la seva responsabilitat en el setge i extermini del 2n Exèrcit al no haver previst subministraments ni reserves, així com de realitzar una planificació deficient. En tot cas, no ajudà el trasllat de Meretskov al Front Occidental i la seva substitució pel General Khosin, tornant a ser nomenat comandant del Front de Voljov amb la bossa del 2n Exèrcit pràcticament liquidada. Meretskov només acceptà una certa responsabilitat per la derrota com a comandant del front que havia planejat l'operació i l'havia portat a terme. El general Khosin, comandant del Front de Leningrad, va ser retirat del comandament el 8 de juny, degradat i no tornà a comandar un front mai més, sent destinat de manera humiliant des de març de 1944 al Districte Militar del Volga, a rereguarda. Meretskov, que havia estat detingut només un any abans, sabia que la seva vida podia córrer risc si acceptava alguna responsabilitat del desastre.

#### Trencant el setge de Leningrad
Després de la derrota a Liuban, Meretskov va seguir comandant el Front de Volkhov. Juntament amb el nou comandant del nou del Front de Leningrad, Leonid Góvorov, Meretskov planejà una nova ofensiva per trencar el setge de la ciutat. Els front de Volkhov i de Leningrad podrien trencar el bloqueig de la ciutat eliminant les posicions alemanyes al sud del llac Ladoga, la línia Shlusselber-Sinyavino, on només 16 km separaven ambdós fronts. Aquesta posició va ser anomenada "coll d'ampolla".
Emprant de nou les pràctiques de la "Maskirovka", es reagruparen 13 divisions de fusellers, 6 brigades de tancs i més de 20 regiments d'artilleria. Aquests moviments es realitzaren de nit, imposant el silenci radiofònic i reduint al mínim les comunicacions telefòniques. En especial es va tenir una cura especial en el reconeixement aeri alemany. Al mateix temps, els alemanys estaven preparant l'operació Llums del Nord per capturar la ciutat i enllaçar amb les tropes fineses. Per aconseguir-ho, van arribar un gran nombre de reforços des de Sebastòpol, que els alemanys havien capturat al juliol de 1942. Cap dels dos bàndols s'adonà dels preparatius de l'altre. El 26 d'agost, Meretskov va saber que els alemanys sospitaven alguna cosa a causa de l'increment desmesurat d'enviament de reconeixement sobre la zona, iniciant l'ofensiva l'endemà. L'ofensiva va aconseguir sorprendre els alemanys, motiu pels quals tots els preparatius secrets anteriors van ser considerats com un èxit d'ocultació. Els soviètics van aconseguir fer una penetració inicial de 10 km, però que no va poder ser ampliat per la resposta alemanya. A l'octubre, els alemanys van contraatacar i van anul·lar qualsevol avanç soviètic, deixant les línies com estaven abans de l'ofensiva. Com a resultat, l'ofensiva de Siniavin fracassà i el 2n Exèrcit de Xoc va ser delmat per segona vegada en un any, però les tropes alemanyes també patiren un alt nombre de baixes i cancel·laren l'operació Llums del Nord. Meretskov volia portar a terme diversos atacs locals, però van ser categòricament denegats per la Stavka, a més de rebre una crítica formal el 15 d'octubre de 1942 per la seva conducció de l'operació. El fracàs de l'ofensiva va ser atribuït per Meretskov a diversos motius: el reforçament alemany des d'altres zones, així com a la feblesa de les tropes soviètiques. Així va cobrir-se de la responsabilitat de les múltiples deficiències d'organització i aprovisionament.
A finals de novembre de 1942, Govorov començà a planejar la següent operació per trencar el setge de Leningrad. Meretskov s'uní ben aviat a la planificació. Al desembre, el pla va ser aprovat per la Stavka i rebé el nom en clau d'Operació Iskra (Guspira). Aquesta ofensiva intentava l'aillament del 18è exèrcit alemany al sortint de Shlisselburg, concentrant l'avanç per ambdós costats en direcció a Sniavino. L'operació Iskra començà el 13 de gener de 1943, aconseguint enllaçar-se el 18, trencant el bloqueig. Pel 22, s'havia estabilitzat el front. L'operació aconseguí obrir amb èxit un corredor terrestre d'entre 8 i 10 km d'ample fins a la ciutat. Es construí a correcuita una línia ferroviària que aconseguí que arribessin molts més subministraments a la ciutat que no pas mitjançant la Ruta de la Vida, eliminant la possibilitat que els alemanys i els finesos aconseguissin unir-se i conquerissin la ciutat. El 28 de gener, tant Meretskov com Govorov van ser condecorats amb l'Orde de Suvórov de 1a classe.
Els Fronts de Volkhov i de Leningrad van intentar seguir el seu èxit mitjançant una operació ofensiva molt més ambiciosa anomenada operació Poliarnaia Zvezda (Estrella Polar). Aquesta operació tenia l'objectiu de derrotar decisivament el Grup d'Exèrcits Nord, però només assolí guanys modestos. Durant 1943 Meretskov conduí diverses operacions ofensives més a la zona, expandint a poc a poc el corredor, i aconseguint diversos petits guanys. El novembre de 1943, Meretskov i Govorov començaren a planejar l'Ofensiva Leningrad-Novgorod, que expulsaria el Grup d'Exèrcits Nord de la regió de Leningrad.
El 14 de gener de 1944 s'inicià l'ofensiva soviètica. L'1 de març, els Fronts de Leningrad, Volkhov i 2n del Bàltic havien fer recular el Grup d'Exèrcits Nord 300 km en un front de 400 km, alliberant la zona sud de les regions de Leningrad i Kalinin. Meretskov i Govorov de nou van ser condecorats conjuntament amb l'Orde de Suvórov de 1a classe.

#### Front de Carèlia
Després de l'èxit en l'aixecament del setge de Leningrad el 1944, Meretskov va ser nomenat comandant del Front de Carèlia. Entre juny i agost de 1944 es portà a terme l'ofensiva Viborg-Petrozavodsk, amb l'objectiu d'alliberar el sud de Carèlia. L'ofensiva contra els finesos s'inicià el 10 de juny des d'ambdues ribes del llac Lagoga, coordinant els avenços del Front de Leningrad de Govórov i els del Front de Carèlia de Meretskov.
Metetskov va prendre el control del 59è Exèrcit, amb més de la meitat de les forces del front de Volkhov, així com el domini aeri, 3,3 vegades més soldats, 3,5 vegades més artilleria i 11 vegades més tancs que les forces fineses i alemanyes. Malgrat aquesta diferència de forces, els avenços de Meretskov van ser molt lents, i més en comparació amb l'avanç del general Svilin, que en unes condicions molt desfavorables de terreny, va establir un cap de pont de 6 km d'ample i 4 de fondària. L'èxit de la ruptura, segons els crítics de Meretskov, va ser gràcies a l'empenta del Front de Leningrad, així com al 2n Exèrcit Bàltic del general Popov. Malgrat tot, la Línia Mannerheim va caure i els finesos van ser derrotats a Carèlia.
L'èxit de la campanya va ser obligar els finesos a retirar-se de la guerra a l'octubre de 1944. Conscients de la seva imminent derrota, signen un segon armistici amb la Unió Soviètica el 4 de setembre de 1944. Per les errades en l'operació, Stalin degradà i envià a la reserva a diversos generals però, malgrat tot, Meretskov va ser confirmat com a cap del Front de Carèlia, dirigint la següent campanya transàrtica al nord de Rússia, Finlàndia i Noruega.
Meretskov, com a cap del Front de Carèlia i un cop aconseguit que Finlàndia es retirés de la guerra, amb les tropes alemanyes replegades al nord protegint la regió Pètsamo i les seves mines estratègiques (especialment de níquel), planejà amb la Stavka l'expulsió dels alemanys de l'Àrtida i l'alliberament del nord de Noruega.
Així doncs, a l'octubre de 1941 s'inicià l'operació Pètsamo-Kirkenes. Tropes del Front de Carèlia van actuar en coordinació amb la Flota del Nord, tant per protegir-los com per realitzar una sèrie de desembarcaments, derrotant els alemanys en el transàrtic. El 25 d'octubre de 1944, finalment aconseguiren alliberar la ciutat de Kirkenes.
Els historiadors soviètics descriuen el comandament de Meretskov com una hàbil selecció de la direcció de l'ofensiva i en la concentració de les tropes, el material i les reserves, tot i la mancança de camins i els problemes de comunicació. Es realitzà una maniobra envolvent a la rereguarda, amb gran èxit, així com desembarcaments per part de la Flota del Nord i de la flotilla de l'Onega. Els seus detractors consideren que l'ofensiva va ser irrellevant pel transcurs de la guerra, i que no requeria unes condicions especials de comandament, car s'efectuà en un territori que no presentava una resistència especial; i la superioritat numèrica soviètica era immensa. Per l'èxit en aquesta ofensiva, Kiril Meretskov va ser promogut al rang de Mariscal de la Unió Soviètica el 26 d'octubre de 1944.

#### La guerra contra Japó

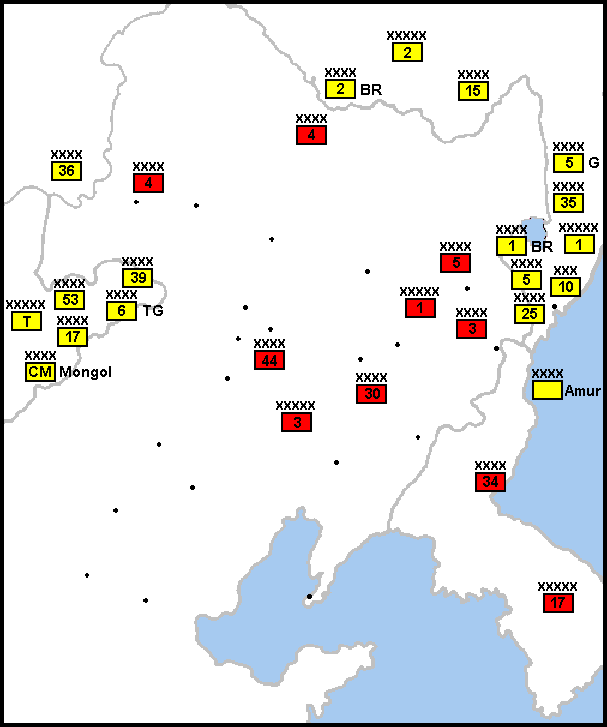
Disposició de les forces soviètiques i japoneses abans de la invasió.
Els exèrcits soviètics estan marcats en groc, els japonesos en vermell.

La invasió soviètica de Manxukuo (operació Tempesta d'Agost) s'inicià el 8 d'agost de 1945. La invasió inclouria Mengkiang, així com el nord de la península de Corea, el sud de l'illa de Sakhalín i les illes Kurils. Va ser l'única acció militar de la Unió Soviètica contra el Japó durant la Segona Guerra Mundial.
La invasió començà dos dies després del llançament de la bomba atòmica sobre Hiroshima, i un dia abans del llançament de la segona bomba atòmica sobre Nagasaki. Aquesta invasió va ser producte de la conferència de Ialta, on Stalin acceptà les peticions dels Aliats per acabar amb el pacte de neutralitat amb Japó i entrar al teatre del Pacífic durant els tres mesos posteriors als final de la guerra a Europa.
El Mariscal Aleksandr Vassilevski va ser nomenat per dirigir l'ofensiva, a càrrec de 3 Fronts:
- el Front Transbaikal, comandat pel mariscal Rodion Malinovski, que hauria de capturar Mengjiang i la zona occidental de Manxukuo
- el 1r Front de l'Extrem Orient, comandat pel mariscal Kiril Meretskov, que hauria de capturar la zona oriental de Manxukuo[40]
- el 2n Front de l'Extrem Orient, comandat pel General d'Exèrcit Maksim Purkaiev, que hauria de capturar la part nord de Manxukuo

Meretskov va ser nomenat comandant del 1r Front de l'Extrem Orient, també anomenat Grup de Primorske, dirigint l'atac contra les tropes japoneses amb èxit, enfrontant-se a l'exèrcit Kwantung, alliberant gran part del nord-est de la Xina i de Corea, en una campanya de només 9 dies de duració.
El Front de Primorskie era la zona més fortament fortificada de Manxúria, en la que Meretskov aplicà àmpliament a l'extrem orient la seva experiència a la ruptura de zones fortificades adquirida a la guerra ruso-finesa i les accions al front de Carèlia. Va emprar àmpliament accions de tropes avançades, així com desembarcaments aeris i marítims.
Les tropes soviètiques van aconseguir una victòria decisiva en l'operació; i Meretskov va ser condecorat amb l'orde de la Victòria.

### Després de la guerra
La història oficial soviètica considera a Meretskov com un dels seus millors generals de la Unió Soviètica de la Segona Guerra Mundial, sent un dels més condecorats. En general, el paper de Meretskov durant la guerra va ser més aviat modest, encara que, segons els seus detractors, la història soviètica l'ha posat injustament al mateix nivell que els grans mariscals soviètics.
Després de la guerra, Meretskov comandà diversos districtes militars fins al 1955, incloent el Districte Militar de Moscou entre 1947 i 1949, quan va ser nomenat ajudant del Ministre de Defensa, càrrec que va mantenir fins al 1964. Aquell mateix any va ser nomenat Inspector General del Ministeri de Defensa, un càrrec purament cerimonial. Meretskov va morir el 30 de desembre de 1968. L'urna que conté les seves cendres va ser enterrada a la Necropoli de la Muralla del Kremlin de Moscou.
Una escola de comandament de blindats a Blagoveixvhensk, a l'extrem orient, així com un carrer a Moscou, a Leningrad i a Petrozavodsk van rebre el nom del mariscal Meretskov.

## Condecoracions
- Heroi de la Unió Soviètica
- Orde de la Victòria
- Orde de Lenin (7)
- Orde de la Revolució d'Octubre
- Orde de la Bandera Roja (4)
- Orde de Suvorov de 1a classe (2)
- Orde de Kutúzov de 1a classe
- Medalla de la defensa de Leningrad
- Medalla de la defensa de la Regió Àrtica Soviètica
- Medalla de la victòria sobre Alemanya en la Gran Guerra Patriòtica 1941-1945
- Medalla del 20è Aniversari de la Victòria en la Gran Guerra Patriòtica
- Medalla del 20è Aniversari de l'Exèrcit Roig
- Medalla del 30è Aniversari de l'Exèrcit i l'Armada Soviètics
- Medalla del 40è Aniversari de les Forces Armades Soviètiques
- Medalla del 50è Aniversari de les Forces Armades Soviètiques
- Medalla del 250è Aniversari de Leningrad
- Gran Creu del Reial Orde Noruec de Sant Olaf
- Comandant en Cap de la Legió del Mèrit (EUA)
- Orde de la Bandera Nacional de la República Popular de Corea
- Medalla per la Victòria sobre el Japó (República Popular de Mongòlia)